# Ernst Stavro Blofeld

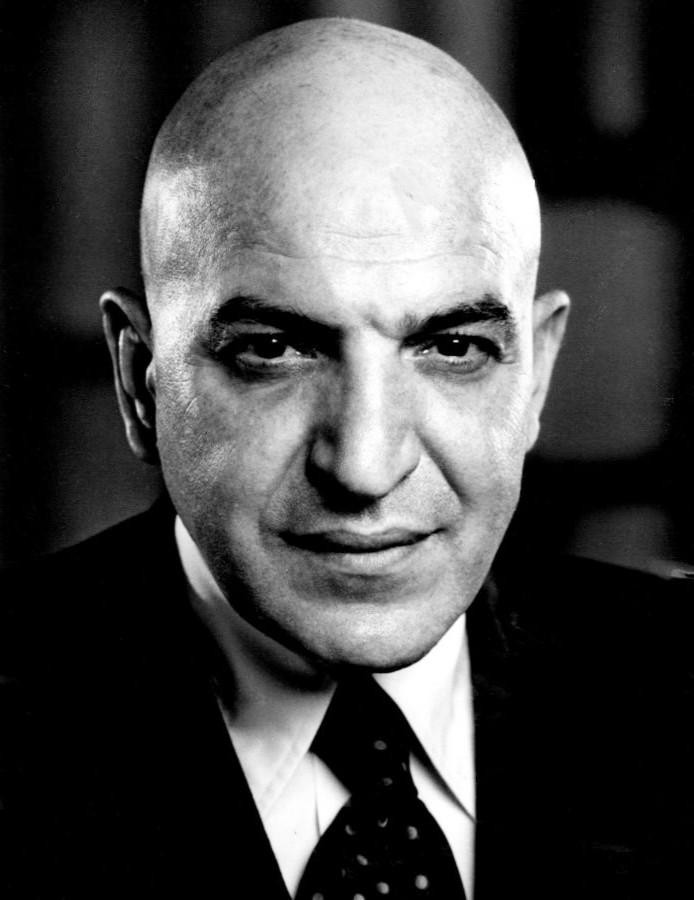
Telly Savalas, jeden z odtwórców roli Ernsta Stavro Blofelda

Ernst Stavro Blofeld – fikcyjna postać znana z filmów i książek o Jamesie Bondzie. Jest jednym z jego głównych wrogów i szefem organizacji terrorystycznej WIDMO. Podwładni zwykle mówią na niego Numer Jeden.
W filmach Blofeld pojawia się czasem z angorą turecką. Znakiem rozpoznawczym bondowskich filmów przez pewien czas było nieukazywanie twarzy tej postaci, a jedynie ramion trzymających kota i głaszczącej go dłoni. Zostało to potem przełamane w filmie Żyje się tylko dwa razy (You Only Live Twice).

## Życiorys
Fleming opisuje przeszłość Blofelda w powieści Operacja Piorun, natomiast żadne informacje na jego temat nie pojawiają się w filmach. Urodził się 28 maja 1908 jako syn Polaka i Greczynki w znajdującej się wówczas pod zaborem II Rzeszy – Gdyni (należy podkreślić, że miejscowość ta nie miała wtedy jeszcze praw miejskich). Po I wojnie światowej otrzymał polskie obywatelstwo. Blofeld ukończył studia na Uniwersytecie Warszawskim w zakresie ekonomii i historii politycznej. Następnie udał się na Warszawski Instytut Politechniczny (obecnie Politechnika Warszawska), gdzie zgłębiał inżynierię i radionikę. Później nawiązał kontakt z polskim rządem, w Ministerstwie Łączności. Zaczął wykorzystywać swą pozycję do wewnętrznego handlu, obracając akcjami na warszawskiej Giełdzie Papierów Wartościowych.
Przewidując wybuch II wojny światowej, Blofeld sporządził kopie ściśle tajnych depesz i sprzedał je III Rzeszy. Przed atakiem Niemców na Polskę w 1939 zatarł po sobie wszelkie ślady i przeniósł się do Turcji, gdzie pracował dla tamtejszego radia. Podczas wojny sprzedawał cenne informacje obu stronom konfliktu (pomimo tego, po jej zakończeniu został odznaczony przez aliantów licznymi medalami). W 1949 jeszcze przed założeniem organizacji WIDMO, Blofeld przeniósł się tymczasowo do Ameryki Południowej.
Mimo uporczywej chęci mordowania milionów ludzi w celu osiągnięcia swych zamiarów, Blofeld przestrzega pewnych zasad. W powieści Operacja Piorun dowiaduje się, że agent odpowiedzialny za porwanie młodej dziewczyny dopuścił się kontaktów seksualnych z ofiarą porwania. Mimo tego, że – jak twierdził – mogło to mieć miejsce zarówno za jej zgodą, jak i wbrew jej woli, ukarał agenta śmiercią i zwrócił dziewczynę ojcu wraz z połową okupu. Jego motywy nie miały jednak nic wspólnego z moralnością, raczej z dbałością o reputację WIDMA jako ściśle przestrzegającego warunków współpracy.

## Odtwórcy roli
- Anthony Dawson – Pozdrowienia z Rosji (From Russia With Love, 1963), Operacja Piorun (Thunderball, 1965) – ukazane tylko ręce trzymające kota
- Eric Pohlmann – Pozdrowienia z Rosji (From Russia With Love, 1963) – głos
- Joseph Wiseman – Operacja Piorun (Thunderball, 1965) – głos
- Donald Pleasence – Żyje się tylko dwa razy (You Only Live Twice, 1967) – zastąpił Jana Wericha
- Telly Savalas – W tajnej służbie Jej Królewskiej Mości (On Her Majesty’s Secret Service, 1969)
- Charles Gray – Diamenty są wieczne (Diamonds Are Forever, 1971)
- John Hollis – Tylko dla twoich oczu (For Your Eyes Only, 1981)
- Max von Sydow – Nigdy nie mów nigdy (Never Say Never Again, 1983) – poza oficjalną serią Eon Productions
- Christoph Waltz – Spectre (2015), Nie czas umierać (No Time to Die, 2021) – znany wcześniej jako Franz Oberhauser